# Ken Hirai
Pour les articles homonymes, voir Hirai.
Ken Hirai (平井 堅, Hirai Ken), né à Higashiōsaka (Japon) le 17 janvier 1972, est un chanteur japonais de rhythm and blues et de pop. Depuis le début de sa carrière, Hirai a travaillé comme modèle, acteur, compositeur, parolier, chanteur et porte-parole.

## Biographie
Ken Hirai a suivi sa formation à l'Université municipale de Yokohama.